# Rainiseheno
Rainiseheno (zm. I poł. XIX w.) – malgaski polityk, kochanek Ranavalony I Okrutnej. Wraz z braćmi, Rainiharo i Rainijohary, stanął na czele spisku środowisk konserwatywnych na dworze, który doprowadził do obalenia premiera Andrianmihai. 
Po przewrocie objął jedno z naczelnych stanowisk sądowniczych. Niedługo potem zmarł. 